# In a Convex Mirror
 (juillet 2018).

In a Convex Mirror est un album de John Zorn enregistré en duo avec Ches Smith aux percussions. Ikue Mori fait une apparition sur le premier titre. Il s'agit d'un mélange d'improvisation et de rythmes vaudous. Le titre fait référence à une peinture de Parmigianino, Autoportrait dans un miroir convexe.

## Titres
| No | Titre                  | Durée |
| -- | ---------------------- | ----- |
| 1. | Veve                   | 18:35 |
| 2. | Through a Glass Darkly | 16:26 |
| 3. | Le Tourbillon          | 9:30  |

## Personnel
- Ikue Mori - électronique (1)
- Ches Smith - tambours haïtiens, cloches, cymbales
- John Zorn - saxophone alto, piano Fender Rhodes